# 21745 Shadfan
21745 Shadfan è un asteroide della fascia principale. Scoperto nel 1999, presenta un'orbita caratterizzata da un semiasse maggiore pari a 2,6115782 UA e da un'eccentricità di 0,0659658, inclinata di 4,42094° rispetto all'eclittica.